# سپر کانادا
سپر کانادا (انگلیسی: Canadian Shield) یک سپر زمین‌شناسی و ناحیه وسیعی متشکل از رخنمون سنگ‌های آذرین و دگرگونی متعلق به دوره پرکامبرین است که هسته زمین‌شناختی قدیمی قاره آمریکای شمالی را تشکیل می‌دهد. سپر کانادا از سنگ‌های آذرین ناشی از فعالیت طولانی‌مدت آتشفشانی پدید آمده که روی آن را لایه نازکی از خاک پوشانیده است. این عارضه زمین‌شناختی با سنگ بستر یک‌پارچه در مرکز و شرق کانادا از دریاچه‌های بزرگ تا اقیانوس منجمد شمالی گسترده شده و بیش از نیمی از مساحت کانادا را می‌پوشاند. گستره جنوبی این سپر تا مرزهای ایالات متحده آمریکا نیز می‌رسد. با وجود منابع غنی موجود در این منطقه، جمعیت آن پراکنده و توسعه صنعتی آن اندک است.